# (112) Iphigenia
(112) Iphigenia – planetoida z pasa głównego planetoid okrążająca Słońce w ciągu 3 lat i 290 dni w średniej odległości 2,43 j.a. Została odkryta przez Christiana Petersa 19 września 1870 roku w Clinton położonym w hrabstwie Oneida w stanie Nowy Jork. Nazwa pochodzi od Ifigenii, postaci z mitologii greckiej.
(112) Iphigenia jest bardzo ciemna, składa się najprawdopodobniej z podstawowych węglanów.